# Selvadius megacephalus
Selvadius megacephalus är en skalbaggsart som först beskrevs av Henry Clinton Fall 1901.  Selvadius megacephalus ingår i släktet Selvadius och familjen nyckelpigor. Inga underarter finns listade i Catalogue of Life.